# Santuari de la Mare de Déu de Puig-aguilar
El santuari de la Mare de Déu de Puig-aguilar és un santuari que s'aixeca dalt d'un esperó meridional del Puig Aguilar al terme de la Corriu, pertanyent al municipi de Guixers, a la comarca del Solsonès. És un monument protegit com a Bé Cultural d'Interès Local
S'hi accedeix fàcilment per la carretera secundària, asfaltada i ben senyalitzada, que surt al km. 23,9 (42° 7′ 42″ N, 1° 39′ 54″ E / 42.12833°N,1.66500°E) de la carretera LV-4241-a, de Berga a Sant Llorenç de Morunys, a la dreta, un cop passat el Pont de Valls. Als 4,5 km (42° 9′ 3″ N, 1° 39′ 23″ E / 42.15083°N,1.65639°E) es deixa a l'esquerra el desviament que mena a Sant Martí de la Corriu i al cap de 7,4 km s'arriba al Santuari. Aquesta carretera continua, ja com pista de terra molt dolenta, vers Vilacireres i Gósol.

## Arquitectura

### L'exterior

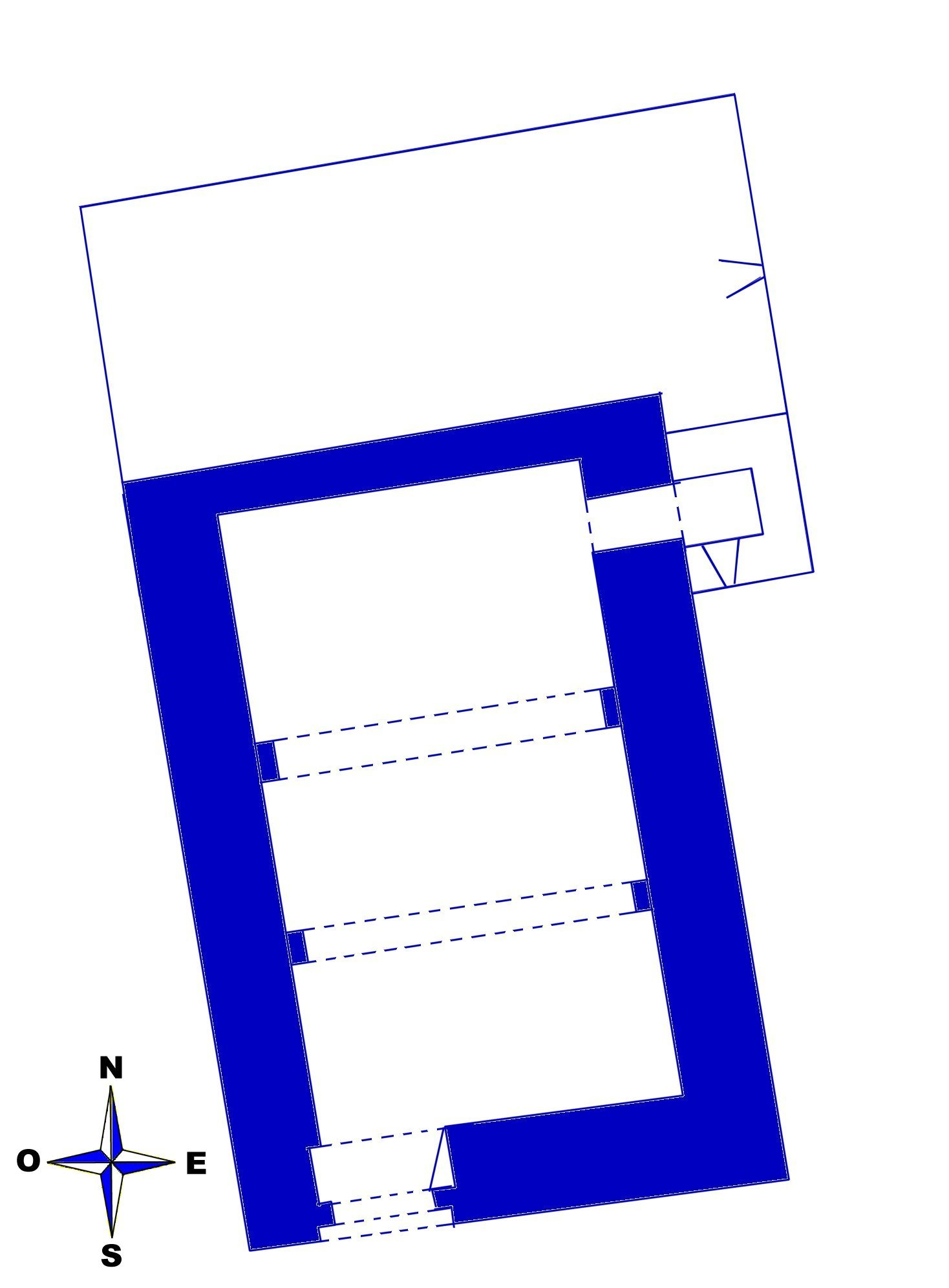
Planta de l'església

Església d'una sola nau rectangular capçada per un absis quadrat orientat a tramuntana i coberta de teula a dos vessants. Un campanar de torre rectangular adossat a la façana de llevant a l'alçada de l'absis, amb quatre finestres d'arc de mig punt sense campana en cap d'elles i amb teulada a quatre vessants. A la façana de ponent hi ha dos senzills contraforts.
El parament està fet per pedres sense escairar. El conjunt ha sofert un sobre-alçament i l'afegit d'un cos rectangular de 7,60 x 3,25 a la capçalera per ser utilitzat com a sagristia. També es va afegir un porxo o nàrtex que cobreix la porta d'entrada.
Una única finestra rectangular centrada al frontis, que s'obre just damunt de la carena del vessant de la coberta del nàrtex. Al cos afegit de la sagristia, dues finestres rectangulars a la façana de llevant i una a la de ponent.

### L'interior
Una única coberta amb volta de canó cobreix la nau i l'absis. Dos arcs torals de mig punt que arrenquen d'una motllura que s'estén al llarg dels dos murs laterals de la nau.
La imatge de la marededéu, amb el Nen als braços, és moderna i a la seva dreta hi té la imatge d'una àliga. Les dues imatges es troben a l'interior d'una senzilla fornícula de fons pla.
L'altar està constituït per una llosa de pedra tallada que es troba sobre un únic pilar obrat en pedra que s'aixeca al centre del presbiteri, a la banda dreta del qual s'obre la porta que dona accés al campanar i a la sagristia.

### El portal
La porta s'obre a l'angle sud-est del frontis. Està constituïda per dos arcs de mig punt en degradació que arrenquen d'impostes que es desenvolupen sobretot a mà dreta.

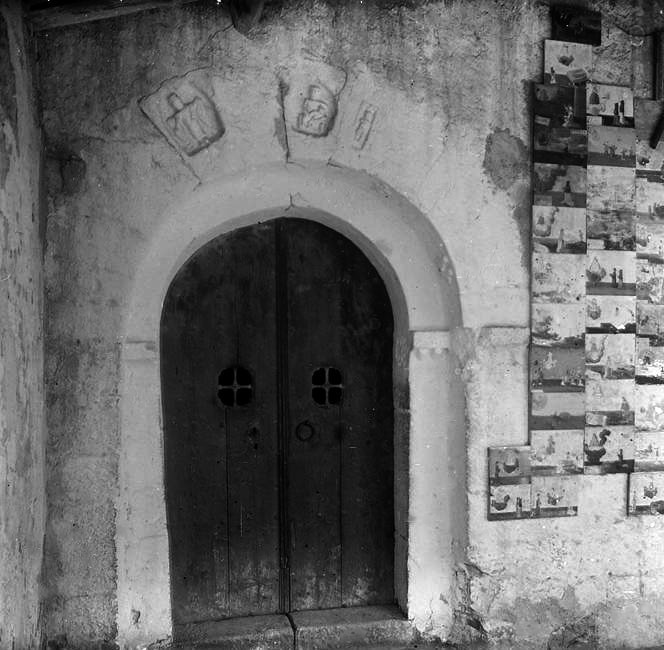
La portalada de la capella l'any 1919

Hi ha elements esculpits a l'extradós de tres de les dovelles de l'arc exterior, a l'intradós d'ambdós arcs i a les impostes de la banda dreta.
A la clau hi ha un nínxol excavat en arc a la part superior. A l'interior hi ha esculpida en baix relleu una Mare de Déu sedent amb les espatlles i el cap quadrats i amb el Nen a la falda. Aquest no mostra la posició hieràtica pròpia de les escultures romàniques sinó que està ajagut sobre el cos i el braç esquerre de la mare.
La contraclau de l'esquerra és llisa. La de la dreta, en canvi, hi ha representat en relleu un sarcòfag vist des de dalt a l'interior del qual hi ha, també esculpit en relleu, el cadàver d'un albat mascle, nu i amb els braços plegats damunt del pit.
A la dovella que està al costat de la contraclau de l'esquerra hi ha representada la figura d'un àngel frontal amb les ales caigudes.
A l'intradós de l'arc exterior, de manera esquemàtica, hi ha tres personatges, dos dels quals sembla que s'agafin les mans i l'altre apareix sol, amb el cap girat en direcció al costat oposat al d'aquells. A l'intradós interior hi ha un motiu floral radial de set pètal inscrit en un cercle.
A les impostes hi ha un motiu geomètric consistent en la juxtaposició d'una estrella de vuit puntes. Finalment, a tall de permòdols, a l'interior hi ha dos caps humans molt esquemàtics. Aquests relleus denoten la mà d'un artesà popular i la temàtica és de difícil explicació. Les dovelles de l'arc recorden a conjunts en què la Mare de Déu amb el nen són envoltats d'àngels turiferaris, com en el timpà de Santa Maria de Cornellà de Conflent. La figura del sarcòfag pot simbolitzar l'ànima figurada. És estrany, en el romànic català, trobar figuració en arquivoltes disposades radialment però una excepció seria Santa Maria de Covet (al Pallars Jussà). També són problemàtics els personatges de l'intradós; el seu esquematisme recorda la cara frontal del sarcòfag de Castellnou d'Ossó (Urgell). De fet, la flor de set pètals apareix sovint en sarcòfags (malgrat és més usual de sis pètals). De totes maneres, és estrany un motiu funerari en una porta. Els dos caps poden ser només ornamentals com als Tracs (Riner) i al Sàlzer (Odèn).